# Seiji Aochi
Seiji Aochi (青地 清二?, Aochi Seiji; Otaru, 21 giugno 1942 – 14 agosto 2008) è stato un saltatore con gli sci giapponese.

## Palmarès

### Olimpiadi invernali
- Bronzo a Sapporo 1972 nel salto con gli sci, trampolino normale.